# Олимб, Кен Андре
Кен Андре Олимб (норв. Ken André Olimb; род. 21 января 1989, Осло) — норвежский хоккеист, нападающий клуба DEL «Дюссельдорф». Игрок сборной Норвегии по хоккею с шайбой.

## Биография
Кен Андре Олимб родился и вырос в столице Норвегии Осло. Младший брат хоккеиста Матиса Олимба. Воспитанник молодёжной школы клуба «Манглеруд Стар». В сезоне 2006/07 дебютировал в составе «Волеренги» в норвежском чемпионате. В 2008 году подписал двухлетний контракт с клубом «Фриск Аскер». В 2010 году перешёл в шведский «Лександ», где также отыграл 2 сезона. Сезон 2012/13 провёл во второй шведской лиге с клубом «Карлскуга». В следующем году переехал в Германию, в «Дюссельдорф». За 3 года в составе клуба забросил 44 шайбы и отдал 87 голевых передач в 159 матчах. В 2016 году вернулся в Швецию, в клуб «Линчёпинг», который также подписал контракт с его братом Матисом. 10 марта 2018 года подписал контракт со свои прошлым клубом — «Дюссельдорф» из Германии .За сборную Норвегии выступает с 2010 года. Выступал с командой на Олимпийских играх 2014 года в Сочи.